# 7 d'abril
El 7 d'abril és el noranta setè dia de l'any del calendari gregorià i el noranta-vuitè en els anys de traspàs. Queden 268 dies per a finalitzar l'any.

## Esdeveniments
Països Catalans
- 1261 - València: Jaume I jura els Furs davant les primeres corts forals valencianes.
- 1904 - Barcelona: S'inaugura l'Observatori Fabra, obra de l'arquitecte Josep Domènech i Estapà, a la serra de Collserola.
- 1986 - Barcelona: la Crida pinta de color rosa un vaixell de la Marina dels Estats Units d'Amèrica.
- 1992 - Barcelona: S'estrena al Teatre Victòria Flor de nit, obra de teatre musical posada en escena per Dagoll Dagom.[1]

Resta del món;
- 451 - Gàl·lia: Àtila, rei dels huns, saqueja Metz i n'ataca altres ciutats.
- 589 - Toledo: se celebra el III Concili de Toledo. El rei visigot Recared I s'hi converteix al cristianisme per obtenir el favor de l'Església.
- 1823: A petició del rei Ferran VII, França va iniciar la intervenció militar a Espanya per donar-li suport davant els liberals i restablir l'absolutisme, en virtut dels acords de la Santa Aliança. L'exèrcit francès, denominat amb el nom dels Cent Mil Fills de Sant Lluís, va ser encapçalat pel duc d'Angulema, fill del futur Carles X de França. L'objectiu fonamental de la intervenció francesa era expulsar del govern els liberals, que l'ocupaven des de tres anys abans.[2]
- 1831 - Brasil: Abdicació de Pere I i inici d'un període de regència, atès que el seu successor, Pere II, tenia només 5 anys.
- 1933 - Entra en vigor a la Alemanya nazi el carnet Ahnenpass, que acreditava la persona com de sang alemanya i, per tant, podia accedir als llocs de treball i a l'administració del Tercer Reich.[3]
- 1941 - Belfast, Irlanda del Nord: durant la Segona Guerra Mundial, la Luftwaffe bombardeja la ciutat ocasionant 8 morts.
- 1948 - Ginebra (Suïssa): constitució i primera reunió de L'Organització Mundial de la Salut (OMS) (WHO en el seu acrònim en anglès). Es una agència de l'Organització de les Nacions Unides (ONU) (Nacions Unides) amb seu a Ginebra (Suïssa) que actua com a autoritat coordinadora en temes de salut pública internacional.[4]
- 1989 - Japó: s'emet per televisió el primer capítol de l'anime Granzort.

## Naixements
Països Catalans
- 1857 - Barcelona: Dolors Aleu i Riera, metgessa, primera dona llicenciada en medicina a l'Estat espanyol i la segona que va assolir el títol de doctora (m. 1913)[5]
- 1886 - La Granadella, les Garrigues: Emili Pujol i Villarrubí, músic català (m. 1980).[6]
- 1890 - Sabadell: Joan Morral i Pelegrí, regidor de l'Ajuntament de Sabadell i militant republicà federal.
- 1895 - Vilanova i la Geltrú: Eduard Toldrà i Soler, violinista, compositor i director d'orquestra (m. 1962).[7]
- 1911 - Barcelona: Anna Maria Tugas i Masachs, atleta dels anys 30, campiona de Catalunya i d'Espanya (m. 2015).[8]
- 1920 - Argelers, Rosselló: Jordi Barre, cantautor nord-català (m. 2011).[9]
- 1924 - Barcelona: Frederic de Correa i Ruiz, arquitecte i dissenyador català que va fer el projecte de remodelació de l'Anella Olímpica (m. 2020).[10]
- 1950 - València: Carmen Calvo Sáenz de Tejada, artista conceptual, destacada per la seva aportació a l'art contemporani.[11]
- 1953 - Castelló de la Plana: Rosa María Morte Julián, mestra i política valenciana, ha estat diputada a les Corts Valencianes.
- 1955 - Barcelona: Tortell Poltrona, pallasso català.
- 1966 - Bellver de Cerdanya, Baixa Cerdanya: Maria Betriu Català, atleta especialitzada en curses de fons i mig fons.[12]
- 1977 - Palafrugell: Laura Guillen Romero, «La Bicha», balladora de flamenc i percussionista de caixó.[13]
- 1983 - Valls: Andrea Fuentes i Fache, nedadora de sincronitzada catalana.[14]
- 1990 - Palma: Vicky Luengo, actriu mallorquina.[15]

Resta del món
- 1652: Florència (Itàlia): Lorenzo Corsini, Climent XII, Papa de Roma (m. 1740).[16]
- 1770, Cockermouth, Cúmbria, Anglaterra: William Wordsworth, poeta romàntic anglès (m. 1850).[17]
- 1772, Besançon (França): Charles Fourier, filòsof i economista francès, socialista utòpic i un dels pares del cooperativisme (m. 1837).[18]
- 1782, Malmedy: Marie-Anne Libert, botànica i micòloga belga i una de les primeres dones fitopatòlogues (m. 1865).
- 1785 - Tuña, Tinéu, Astúries: Rafael del Riego, general espanyol i polític liberal (m. 1823).[19]
- 1803, París: Flora Tristán, escriptora i activista social francesa d'origen peruà, una de les fundadores del feminisme modern (m. 1844).[18]
- 1838, Hamburg: Ferdinand Thieriot, compositor alemany.
- 1860, Santarém: Alice Pestana, escriptora i humanista portuguesa, pedagoga i feminista.[20]
- 1876, Londres: Teresa Clotilde del Riego, compositora, violinista, pianista i cantant anglesa (m. 1968).[21]
- 1889, Vicuña, Coquimbo, Xile: Gabriela Mistral, poetessa xilena.Premi Nobel de Literatura de l'any 1945 (m. 1957).[22]
- 1890, Buenos Aires, Argentina: Victoria Ocampo, escriptora i editora argentina.[23]
- 1907, Arràs: Violette Leduc, escriptora francesa (m. 1972).[24]
- 1915, Baltimore: Billie Holiday, cantant, una de les veus femenines més importants i influents del jazz (m. 1959).[25]
- 1924, Avellaneda, Buenos Aires: Azucena Villaflor, activista argentina, una de les fundadores de l'associació de les Madres de Plaza de Mayo.[26]
- 1926, Ciutat de Mèxic: Julio Scherer García, periodista i escriptor mexicà, director del periòdic Excélsior (1968 -76) i fundador del setmanari Proceso.
- 1930, 
  - l'Havana, Cuba: Vilma Espín Guillois, química i política cubana, històrica membre de la Revolució (m. 2007).[27]
  - Milà: Gabriela Morreale, química italoespanyola, una de les fundadores de l'endocrinologia moderna a Espanya (m. 2017).[28]
- 1935, Ciutat de Mèxic, Mèxic: Graciela Salicrup, matemàtica i arquitecta mexicana, investigadora pionera en topologia (m. 1982).[29]
- 1938, San Francisco, Califòrnia, EUA: Jerry Brown, governador de Califòrnia.
- 1939, Detroit, Michigan (EUA): Francis Ford Coppola, director de cinema.[30]
- 1942, Londres, Anglaterra: Gabrielle Beaumont, escriptora i directora de cinema.[31]
- 1944, Nagoya, Aichi, Japó: Makoto Kobayashi, físic japonès, Premi Nobel de Física de l'any 2008.[32]
- 1951, 
  - Bronx, Nova York: Janis Ian, cantautora nord-americana que destaca als anys 60 i 70.
  - Bad Rothenfelde, Baixa Saxònia: Cora Stephan, escriptora alemanya de novel·la policíaca.[33]
- 1954: 
  - Hong Kong: Jackie Chan, actor xinès.
  - Gíger: Louisa Hanoune, política algeriana; primera dona a concórrer a les eleccions presidencials algerianes.[34]
- 1955, Filadèlfia: Tim Cochran, matemàtic estatunidenc.
- 1964, Wellington, Nova Zelanda: Russell Crowe, actor, director i productor de cinema neozelandès.
- 1965, Madrid: Ángeles González-Sinde, guionista i directora de cinema espanyola; ha estat Presidenta de l'Acadèmia de les Arts i les Ciències Cinematogràfiques d'Espanya i Ministra de Cultura.[35]
- 1971, París, França: Guillaume Depardieu, actor francès.
- 1980, Santos, Sao Paulo, Brasil: Bruno Covas, advocat i polític brasiler. (m. 2021)
- 1983, Boulogne-sur-Mer, França: Franck Ribéry, futbolista francès.
- 1985, Glasgow, Escòcia: Humza Yousaf, polític escocès, primer ministre d'Escòcia.
- 1987, Montevideo, l'Uruguai: Martín Cáceres, futbolista nascut a l'Uruguai.
- 1991, Ceuta, Espanya: Lorena Miranda, jugadora espanyola de waterpolo, medalla de plata als Jocs Olímpics de Londres 2012.[36]

## Necrològiques
Països Catalans
- 1899 - Barcelona: Joaquim Rubió i Ors, escriptor català i president de l'Acadèmia de Bones Lletres de Barcelona, conegut també pel seu pseudònim lo Gayter del Llobregat (n.1818).[37]
- 1944 - Barcelona: Concordi Gelabert i Alart, compositor, professor de música i crític musical català (n. 1882).[38]
- 1975 - Barcelona: Joan Gual i Torras, baríton (n. 1918).[39]
- 2005 - Castelló de la Plana: Josep Sánchez Adell, historiador i cronista valencià (n. 1923).
- 2014 - Barcelona: Josep Maria Subirachs i Sitjar, escultor, pintor, gravador, escenògraf i crític d'art català (n. 1927).[40]
- 2017 - Madrid: Alicia Agut, actriu catalana (n. 1929).[41]
- 2021 - València: Antonio Calpe, futbolista de la dècada del 1960. Jugà al Reial Madrid sis temporades (n. 1940).[42]
- 2022 - Barcelona: Mercè Durfort i Coll, biòloga catalana (n. 1943).[43]

Resta del món
- 1614 - Toledo, Regne de Castella: El Greco, artista manierista (n. 1541).[44]
- 1719 - Rouen (França): sant Jean-Baptiste de la Salle, sacerdot i pedagog, fundador dels Germans de les Escoles Cristianes (n. 1651).[45]
- 1816 - Brandenburg an der Havel, Marcgraviat de Brandenburg - Christian Konrad Sprengel, naturalista alemany conegut sobretot pels seus treballs sobre la sexualitat de les plantes (n. 1750).[46]
- 1877 - Sevilla: Cecilia Böhl de Faber y Larrea, Fernán Caballero, novel·lista d'origen suís establerta a Espanya (n. 1796).[47]
- 1879 - Manchester, Anglaterra: Andrea Crestadoro, bibliotecari, pioner de la indexació de matèries en els catàlegs de biblioteca (n. 1808).[cal citació]
- 1891 - Bridgeport, Connecticut, P. T. Barnum, empresari i artista circense estatunidenc (n. 1810).[48]
- 1908 - Viena: Ludwig Karl Schmarda, zoòleg i explorador austríac.
- 1938 - París: Suzanne Valadon, pintora impressionista francesa (n. 1865).[49]
- 1943 - Versalles, França: Alexandre Millerand, advocat, periodista i polític francès, President de la República Francesa (n. 1859).[18]
- 1950 - Hollywood, Califòrnia, Estats Units: Walter Huston, actor estatunidenc.
- 1961 - 
  - Firle, East Sussex, Anglaterra: Vanessa Bell, pintora i interiorista anglesa, part del grup de Bloomsbury (n. 1879).[50]
  - Madrid, Espanya: Jesús Guridi Bidaola, compositor basc.
- 1980 - París, França: Ginette Maddie, actriu francesa.
- 1986 - Moscou (Rússia): Leonid Kantoróvitx, economista i matemàtic rus, Premi Nobel d'Economia de l'any 1975 (n. 1912).[51]
- 1994 - Kigali (Ruanda): Agathe Uwilingiyimana, política ruandesa, primera cap de govern femenina del país (n. 1953).[52]
- 2002 - Amsterdam, Països Baixos: Conny Vandenbos, cantant neerlandesa.
- 2003, Boulogne-Billancourt: Cécile de Brunhoff, creadora del personatge de Babar (n.1903).[53]
- 2009 - Múrcia: Mari Trini, cantant espanyola (n. 1947).[54]
- 2012 - New Haven: Mike Wallace, periodista, guionista i actor estatunidenc (n. 1918).
- 2013 - Madrid, Espanya: José Luis Sampedro, escriptor, humanista i economista espanyol.
- 2018 - Saragossa, Espanya: Mario Gaviria Labarta, sociòleg basc.
- 2019 - Los Angeles, Califòrnia (EUA): Seymour Cassel, actor i compositor estatunidenc (n. 1935).

## Festes i commemoracions
- Dia mundial de la salut; el 7 d'abril de 1948 és fundada l'Organització Mundial de la Salut (OMS)[4]
- Onomàstica: sants Joan Baptista de La Salle, prevere, fundador dels Germans de les Escoles Cristianes; Brynach, monjo; Hegèsip de Jerusalem, bisbe; Hermann Joseph de Steinfeld, premonstratenc; beata Ursulina de Bolonya.